# Murderers' Row
Murderers' Row is een Amerikaanse komische spionnenfilm in Technicolor uit 1966 onder regie van Henry Levin. De film is losjes gebaseerd op de gelijknamige roman uit 1962 van Donald Hamilton en werd destijds in Nederland uitgebracht onder de titel Goed geschoten, Matt Helm!.
Murderers' Row maakt onderdeel uit van een filmreeks over spion Matt Helm (Dean Martin); dit deel is het vervolg op The Silencers (1966) en voorloper van The Ambushers (1967). 

## Verhaal
Een internationale bende is onder leiding van Julian Wall uit op de volledige vernietiging van Washington, met behulp van geconcentreerde zonnestralen; een duivelse uitvinding waarmee de hoofdstad van de Verenigde Staten in enkele uren in de as dreigt te worden gelegd. Geheim agent Matt Helm wordt aangesteld om de bende onschadelijk te maken. Hij krijgt van zijn baas te horen dat hij bij mislukking van de opdracht zelfmoord moet plegen. Omdat de bende bezig is alle geheime agenten om te brengen, wordt Matts dood in scène gezet.
Vervolgens wordt de spion naar de Côte d'Azur gestuurd om de dag te redden. Hier gaat hij op zoek naar de dochter van de professor die deze vernietigingsstraal heeft ontdekt waar Julian op aast. Deze professor is namelijk door de bende ontvoerd en als Matt hem kan opsporen, vindt hij ook de bende. Matt wordt geholpen door een beeldschoon meisje genaamd Suzie, dat de dochter van deze professor blijkt te zijn. Samen met Suzie maakt hij tijdens zijn zoektocht naar de bende verscheidene avonturen mee. Aan elektronische apparaten en technische snuifjes is daarbij geen gebrek en zijn nieuwste aanwinst is een pistool, dat pas negen tellen na het overhalen van de trekker afgaat.

## Rolverdeling
| Acteur           | Personage             |
| ---------------- | --------------------- |
| Dean Martin      | Matt Helm             |
| Ann-Margret      | Suzie                 |
| Karl Malden      | Julian Wall           |
| Camilla Sparv    | Coco Duquette         |
| James Gregory    | MacDonald             |
| Beverly Adams    | Lovey Kravezit        |
| Richard Eastham  | Dr. Norman Solaris    |
| Tom Reese        | Ironhead              |
| Duke Howard      | Billy Orcutt          |
| Ted Hartley      | Bewaker               |
| Marcel Hillaire  | Politieagent Deveraux |
| Corinne Cole     | Miss January          |
| Robert Terry     | Dr. Rogas             |
| Dean Paul Martin | Zichzelf              |
| Desi Arnaz jr.   | Zichzelf              |
| Billy Hinsche    | Zichzelf              |

## Productie
De draaiperiode begon in juli 1966. Aanvankelijk zou de film in zijn geheel op locatie in Frankrijk worden geschoten, maar hoofdrolspeler Dean Martin weigerde om naar Europa te gaan.

## Ontvangst
De film kreeg overwegend positieve recensies van de Nederlandse pers. Zo schreef de recensent van De Telegraaf: "Daar zijn activiteiten zich voor een belangrijk deel aan de Franse Riviera afspelen, waar de dames tijdens het seizoen alle overtollige kledij van zich werpen, kunt u, behalve van Matts halsbrekende toeren, ook nog van een overvloed aan vrouwelijk schoon genieten. En lachen kunt u óók nog wanneer de Amerikaanse humor u althans smaakt. Nee waarlijk, regisseur Henry Levin laat geen uwer wensen onvervuld." Ook criticus van Het Parool schreef dat dit tweede deel "beter vertier" biedt: "Dean Martin speelt de rol met een onbevangen gemak en wordt daarbij geleid door een regisseur, Henry Levin, die de speelse sfeer van zijn gevatte hoofdrol over de hele film uitstrijkt. Men lacht beter bij Matt Helm [dan bij James Bond] en het is toch spannend genoeg." Recensent van Trouw schreef dat "Karl Malden er te goedig [uitziet] voor de waanzinnige superschurk", maar dat regisseur Levin "er wel een actie-spanning in [heeft] gehouden".
Niet alle critici waren even enthousiast over dit deel. Recensent van De Waarheid schreef: "Deze Matt Helm-film van Henry Levin verschilt niet zoveel van andere films in dit genre met een snuifje sciencefiction, flink wat knokken en een dosis seks. Ditmaal komt daarbij ook nog wat humor, zodat men nog eens lachen kan, al wordt het dan geen bulderen." Criticus van het Algemeen Handelsblad noemde het "een uiterst verzorgde film met onwaarschijnlijk fantasieloos plot". Recensent van De Tijd schreef dat dit tweede deel "het verse en pittige van het eerste [deel]" mist: "Henry Levin heeft de regie van Murderers' Row met heel wat minder geestdrift en zelfvertrouwen gevoerd dan zijn collega Phil Karlson dat de vorige keer deed. Ann-Margret en Camilla Sparv kunnen het niet opnemen tegen Stella Stevens, Daliah Lavi en Cyd Charisse in het eerste avontuur."